# بریکسن
بریکسن (به ایتالیایی: Brixen) یک کومونه در ایتالیا است که در التو آدیجه واقع شده‌است.
KHMATKEL  ABDuL kALtQ
بریکسن ۸۴٫۸۶ کیلومترمربع مساحت و ۲۰٬۲۸۶ نفر جمعیت دارد و ۵۶۰ متر بالاتر از سطح دریا واقع شده‌است.

## خواهرخوانده
شهرهای رگنسبورگ، بلد، اسلوونی، هاولیچکوو برود، مارکوارتشتاین، منتووا، هال این تیرول و تراچینا خواهرخوانده‌های بریکسن هستند.